# Muerte de Abu Bakr al-Baghdadi
La Incursión de Barisha fue una operación militar que llevó a cabo Estados Unidos que resultó en la muerte del califa del Estado Islámico de ese entonces Abu Bakr al-Baghdadi. La operación tuvo lugar en las afueras de Barisha, Siria. Según el general Kenneth McKenzie Jr., comandante del Comando Central de los Estados Unidos quien supervisó la operación, Baghdadi se suicidó junto con dos niños cuando detonó un cinturón suicida mientras intentaba evadir a las fuerzas estadounidenses durante la redada.
La operación se le llamo Kayla Mueller debido a una trabajadora humanitaria estadounidense que había sido capturada y asesinada por el Estado Islámico.

## Antecedentes
La redada fue lanzada sobre la base de un esfuerzo de inteligencia para localizar al líder de ISIS por el Centro de Actividades Especiales de la CIA. New York Times informó que, según dos funcionarios estadounidenses, la CIA obtuvo la inteligencia original sobre Abu Bakr al-Baghdadi tras el arresto de una de sus esposas y un mensajero, después de lo cual la CIA trabajó estrechamente con funcionarios de inteligencia iraquíes y kurdos en Irak y Siria.
Los funcionarios iraquíes también declararon que el arresto de Muhammad Ali Sajid al-Zobaie, cuñado de Baghdadi, les ayudó a encontrar un túnel en el desierto que conducía a dos escondites, llenos de artículos, cerca de Al-Kaim, Irak, y así penetrar en una red de contrabando para encontrar a Baghdadi.  Un funcionario estadounidense disputó la versión iraquí de que Irak había proporcionado la ubicación exacta de Baghdadi, y declaró que la operación se desencadenó cuando apareció en un lugar donde ya habían establecido una recopilación de inteligencia.

## Preludio

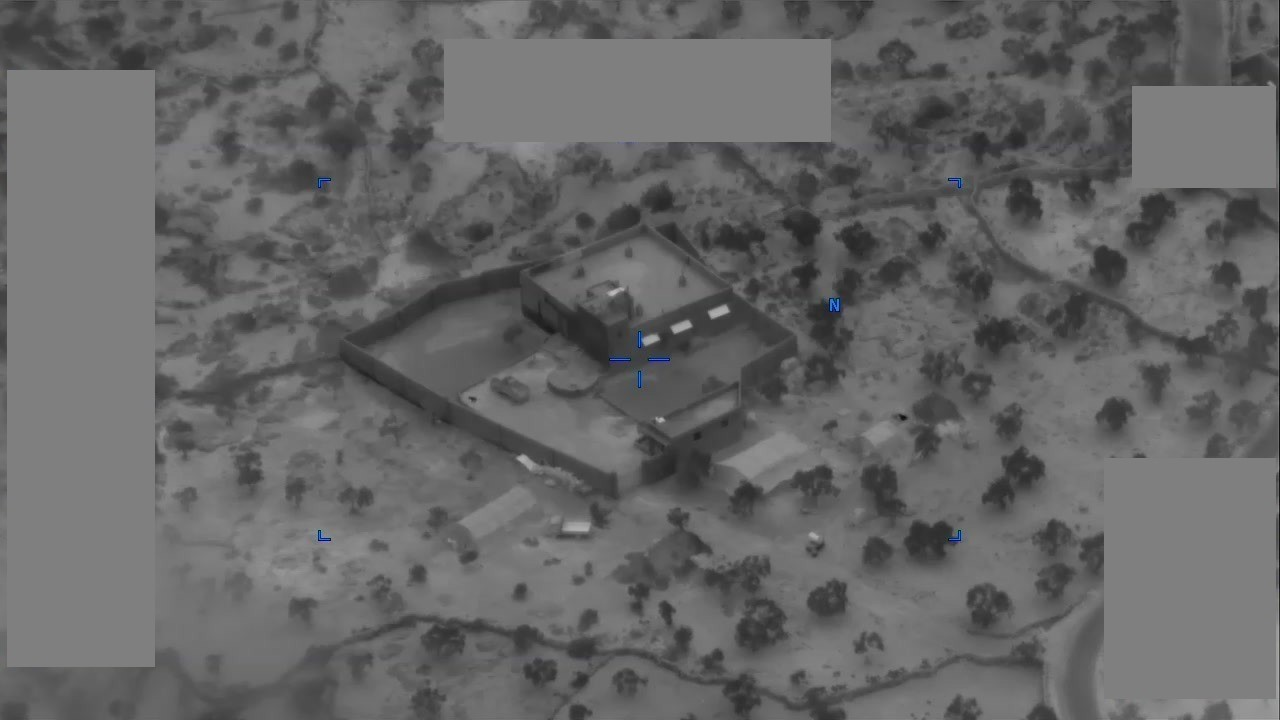
Imagen aérea de un Avión no tripulado del Complejo de Al-Baghdadi antes de la redada.

Dos funcionarios estadounidenses declararon que Baghdadi se había estado quedando en el complejo en Barisha desde julio de 2019 y que había estado bajo vigilancia desde entonces, pero las fuerzas estadounidenses evitaron atacarlo debido a la presencia de afiliados de al-Qaeda y el espacio aéreo controlado por Rusia y el gobierno sirio. Algunos funcionarios estadounidenses afirmaron que el Pentágono decidió llevar a cabo la misión después de que el presidente Donald Trump ordenara la retirada de las fuerzas estadounidenses del norte de Siria a principios de octubre, para no perder el rastro de Baghdadi. Sin embargo, el comandante del CENTCOM, Frank McKenzie, declaró que la retirada del norte de Siria no tuvo "absolutamente" ningún efecto en el momento o la ejecución de la operación. "Elegimos el tiempo basándonos en una variedad de factores: clima, certeza, datos lunares ... Atacamos porque era el momento adecuado para hacerlo dada la totalidad de la inteligencia y los otros factores que afectarían a la fuerza de incursión que entraba y salía", agregó el general McKenzie.
El Ministerio de Defensa turco dijo que las autoridades militares turcas y estadounidenses intercambiaron y coordinaron información antes del ataque en Idlib. Un funcionario estadounidense declaró que Turquía fue informada antes de la operación para evitar un choque involuntario entre sus fuerzas, pero no fue notificada sobre el objetivo debido a la preocupación de que la información se viera comprometida y no proporcionara ninguna asistencia a la operación. Los funcionarios turcos también informaron a Hayat Tahrir al-Sham, que controla gran parte del área donde tuvo lugar la redada, que no abriera fuego contra los helicópteros que se utilizarían en la operación; a pesar de haber sido informados, se utilizó fuego antiaéreo por parte de HTS, sin embargo, los operadores fueron detenidos por los comandantes de HTS después por no seguir las órdenes. 
El general McKenzie informó a los líderes del Departamento de Defensa sobre la inteligencia y el plan el 25 de octubre y recibió la aprobación del Secretario de Defensa Mark Esper y el presidente del Estado Mayor Conjunto Mark Milley para la operación. El presidente Trump fue informado "sobre todos los aspectos del plan y los riesgos involucrados en su ejecución" y que Rusia y Turquía fueron contactadas antes de la misión para evitar enfrentamientos involuntarios. Con la aprobación de Trump, McKenzie, como comandante operativo, dio la orden de que la misión comenzara el 26 de octubre alrededor de las 9 a. m. EST.

## Operación

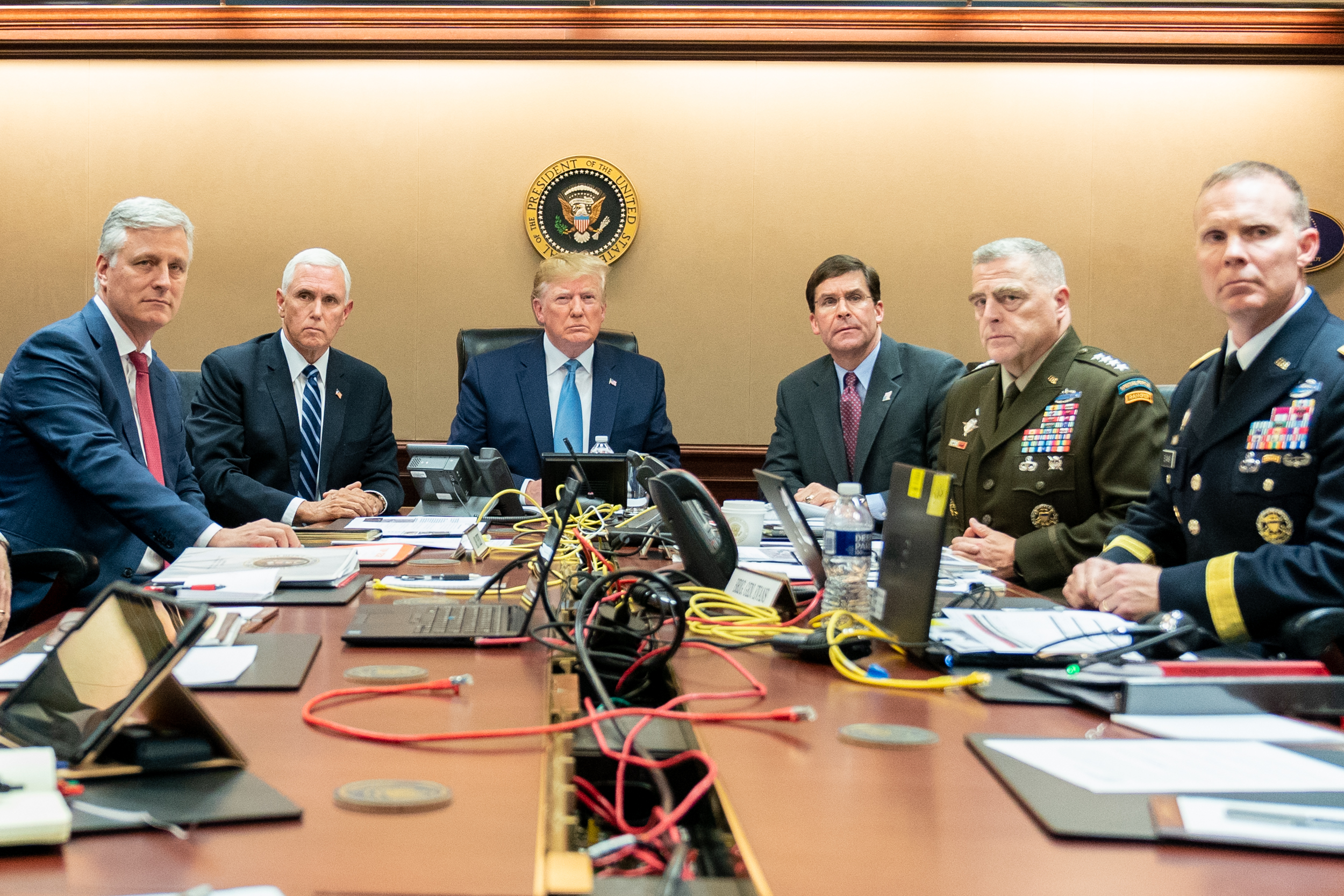
Desde la izquierda: el asesor de seguridad nacional de Estados Unidos Robert O'Brien, el vicepresidente Mike Pence, el presidente Donald Trump, el secretario de Defensa Mark Esper, el oficial Mark Milley y el general de brigada Marcus S. Evans observan la operación en la Sala de Situación de la Casa Blanca, 26 de octubre de 2019.

Sobre las  5 p. m.(00:00 hora de Siria),los operadores de la Delta Force del Comando Conjunto de operaciones Especiales de los Estados Unidos, junto con los Rangers del Ejército de los Estados Unidos del 75.º Regimiento de Rangers, partió de la base aérea de Al Asad en Irak ,en ocho helicópteros militares estadounidenses, incluidos MH-47 Chinooks y MH-60L / M Black Hawks, para llevar a cabo un asalto aéreo contra un "complejo aislado" a  metros de la aldea de Barisha, ubicada a cinco kilómetros, territorio controlado en la gobernación siria de Idlib, para matar o capturar a Baghdadi; Según los informes, la fuerza de asalto voló a través del espacio aéreo controlado por Turquía y monitoreado por Rusia hacia el objetivo y aterrizó después de 70 minutos.
Según el general McKenzie, quien supervisó la operación, la cobertura aérea para el asalto incluyó helicópteros armados, múltiples drones y aviones de combate que brindaban apoyo aéreo cercano; Planearon para múltiples niños / no militantes en el complejo y trataron de minimizar las bajas. Cuando la fuerza de asalto transportada por helicópteros se acercó al complejo de Baghdadi, los helicópteros habrían sido atacados a tiros desde dos lugares de grupos militantes no pertenecientes al EIIL que estaban fuera del edificio objetivo pero en la zona de operaciones; según McKenzie, fueron neutralizados con dos ataques aéreos desde helicópteros de apoyo., Los operadores de la Fuerza Delta, apoyados por perros de trabajo militares y robots militares, aterrizaron fuera del complejo y lo rodearon, pidiendo repetidamente a sus ocupantes que salieran pacíficamente en árabe. Los que salieron del edificio fueron revisados en busca de armas y explosivos y se alejaron, Las fuerzas estadounidenses detuvieron y luego liberaron a los no combatientes. El grupo fue tratado humanamente en todo momento, e incluyó a 11 niños".  Cinco miembros del ISIS dentro del complejo, cuatro mujeres y un hombre, "representaban una amenaza para la fuerza" y fueron asesinados cuando no respondieron a las órdenes de rendirse, ya que se sospechaba que llevaban chalecos suicidas. Creyendo que la entrada principal estaba llena de trampas explosivas, los operadores rompieron las paredes del complejo con explosivos.
Una vez que Delta estuvo dentro del edificio objetivo, Baghdadi huyó a una red de túneles debajo de las instalaciones con un chaleco suicida y llevando a dos niños con él. Para cuando llegó a un callejón sin salida, un robot militar de eliminación de explosivos y un perro (más tarde identificado como un Malinois belga macho llamado "Conan") habían sido enviados para someterlo. Detonó su chaleco, matándose a sí mismo y a dos niños, y causando el colapso del túnel. Se cree que los niños asesinados eran menores de 12 años.  Los soldados estadounidenses cavaron entre los escombros para recuperar algunos de los restos de Baghdadi y los técnicos de laboratorio realizaron con éxito pruebas biométricas y de perfiles de ADN dentro de los 15 minutos posteriores a su muerte a través del análisis de la Agencia de Inteligencia de Defensa, confirmando la identidad de Baghdadi. Según la Casa Blanca, "una combinación de evidencia visual y pruebas de ADN confirmó la identidad de Baghdadi". La rápida confirmación de ADN se atribuye a las fuerzas especiales que ya poseen muestras del tejido de Baghdadi, supuestamente proporcionadas voluntariamente por una de sus hijas, según un funcionario estadounidense.
Dos hombres adultos cautivos y una cantidad "sustancial" de documentos y artículos electrónicos fueron incautados del complejo durante la redada que, según funcionarios estadounidenses, era un objetivo principal para que pudieran comprender la estructura de liderazgo actual de ISIS. Los artículos incluían 5–6 teléfonos celulares, 2–4 computadoras portátiles y algunas unidades flash USB. Justo antes de las 3:30 a. m. hora siria, helicópteros estadounidenses partieron del área hacia Irak y el complejo fue destruido por ataques aéreos de aviones F-15 y aviones no tripulados MQ-9 Reaper, según los informes, para evitar que el sitio se convirtiera en un "santuario" para simpatizantes. Según el presidente del Estado Mayor Conjunto, Mark Milley, una amplia variedad de municiones, incluidos los misiles de crucero AGM-158 JASSM, las bombas guiadas de precisión no especificadas y los misiles guiados AGM-114 Hellfire fueron responsables de nivelar el complejo de Baghdadi.
McKenzie, quien calificó la operación de "exquisitamente planeada y ejecutada", declaró que las fuerzas especiales que participaron en la operación tenían su base en Siria y que solo el personal estadounidense estuvo involucrado en la redada en el complejo en sí. Toda la operación duró aproximadamente dos horas.

## Reacciones

### Declaraciones de Donald Trump
A las 9:23 p. m. EST, el presidente Trump tuiteó "¡Algo muy grande acaba de suceder!" y la Casa Blanca anunció posteriormente una conferencia de prensa planificada a las 9 a. m. de la mañana siguiente.  En la conferencia de prensa, Trump anunció la muerte de Baghdadi y pasó a describir la exitosa operación contra él en detalle, informando que las fuerzas estadounidenses utilizaron helicópteros, aviones y drones a través del espacio aéreo controlado por Rusia y Turquía. También dijo que tenían a Baghdadi "bajo vigilancia durante 'un par de semanas' y 'dos o tres' redadas habían sido canceladas debido a sus movimientos". Continuó: "Las fuerzas atacaron el complejo utilizando ocho helicópteros, que fueron recibidos con fuego hostil. Los comandos entraron en el edificio haciendo agujeros en la pared, evitando la puerta principal que tenía trampas explosivas".  Trump anunció que Baghdadi murió al detonar un chaleco suicida después de ser perseguido por perros militares estadounidenses y fue acorralado dentro de un túnel. Él y otros funcionarios declararon inicialmente que la explosión mató a tres de sus hijos junto a él,sin embargo el general McKenzie dijo más tarde que se había confirmado que solo dos murieron.
Trump dijo que Baghdadi murió "como un perro y un cobarde" y "gimiendo, llorando y gritando", pero el presidente de JCS, Milley, y varios funcionarios del Pentágono y de la administración no pudieron confirmar, o negaron rotundamente, el detalle de "gemidos y llantos", ya que Trump supuestamente solo había visto vigilancia con drones sin audio en vivo.

### Respuesta del Estado Islámico
La noticia de la muerte de Baghdadi fue ignorada por los canales oficiales de ISIL durante días y el grupo no confirmó de inmediato su muerte. Muchos partidarios de ISIL se negaron a creer que estaba muerto, mientras que otros lo aceptaron. Los partidarios de los grupos yihadistas rivales de ISIL como Hayat Tahrir al-Sham y al-Qaeda elogiaron su muerte debido al notable historial de crueldad de su grupo. El clérigo salafista Abdullah al-Muhaysini celebró la desaparición de Baghdadi y pidió a los miembros de ISIL que desertaran. La actividad de los partidarios yihadistas en general también disminuyó temporalmente en línea.
La Agencia de Noticias Amaq de ISIL confirmó la muerte de Baghdadi el 31 de octubre y anunció a Abu Ibrahim al-Hashimi al-Qurashi como su sucesor.  Abu Hamza al-Qurashi se convirtió en su nuevo portavoz después de que su portavoz anterior, Abul-Hasan al-Muhajir, muriera en un ataque estadounidense el 27 de octubre en el noroeste de Siria después de la incursión de Barisha. En un mensaje de audio, Hamza al-Qurashi describió al presidente de Estados Unidos, Donald Trump, como "un viejo loco" y advirtió a Estados Unidos que "no se regocije" y que los partidarios de ISIL vengarían la muerte de Baghdadi. 

### Internacional
- Reino Unido: El Secretario de Relaciones Exteriores dijo que la muerte de al-Baghdadi fue un "hito significativo"; sin embargo, no fue el final de la amenaza con el Secretario de Estado de Defensa del Reino Unido dando la bienvenida a la muerte de al-Baghdadi.[30]
- Francia: el gobierno francés dijo que fue un duro golpe para el Estado Islámico, diciendo que esto también era solo una etapa y que la lucha debe continuar.[31]
- Israel: El Estado de Israel también dio la bienvenida a la muerte de al-Baghdadi, felicitando al presidente Trump y reafirmando su posición sobre el terrorismo internacional y afirmando que la lucha debe continuar.[31]
- Rusia: El portavoz ruso, Dmitry Peskov, dijo que el resultado de la redada, si se confirma, representa una contribución seria de Estados Unidos para combatir el terrorismo.[32]
- Siria: En una entrevista con la revista francesa Paris Match publicada el 27 de noviembre de 2019, el presidente sirio Bashar al-Ásad rechazó cualquier sugerencia de que el gobierno sirio tuviera algo que ver con la redada y afirmó su escepticismo sobre el éxito de la operación, calificándola de "obra fantástica escenificada por los estadounidenses" y bromeando: "¿Fue al-Baghdadi realmente asesinado o no?" Assad hizo comentarios similares a la televisión siria semanas antes, calificando la operación como "poco más que un truco" y comparando la política estadounidense con Hollywood.[33]